# Стівен Берк
Стівен Берк  (англ. Steven Burke, 4 березня 1988) — британський велогонщик, олімпійський чемпіон та медаліст. Виступав за розформовану команду Team Wiggins Le Col. Він представляв Британію на літніх Олімпійських іграх 2008 року, побивши свій передолімпійський особистий рекорд в індивідуальній гонці переслідування на одинадцять секунд і завоювавши бронзову медаль. Він стояв на п'єдесталі пошани разом зі своїм кумиром, золотим медалістом Бредлі Віґґінзом.
У 2012 році Берк був частиною команди Великої Британії, яка виграла Олімпійські ігри та чемпіонат світу в командній гонці переслідування. Він був частиною команди Великої Британії, яка зберегла титул переможця в командній гонці переслідування на Олімпійських іграх 2016 року. Берк був призначений членом Ордену Британської імперії (MBE) під час новорічної церемонії нагородження 2013 року 29 грудня 2012 року за заслуги у велоспорті.

## Виступи на Олімпіадах
| Олімпіада   | Дисципліна                                      | Місце |
| ----------- | ----------------------------------------------- | ----- |
| Пекін 2008  | Індивідуальна гонка переслідування, 4000 метрів | 3     |
| Лондон 2012 | Командна гонка переслідування, 4000 метрів      | 1     |
| Ріо 2016    | Командна гонка переслідування, 4000 метрів      | 1     |

## Світові рекорди
| Дисципліна                    | Рекорд   | Дата                | Івент            | Велодром                 | Посилання |
| ----------------------------- | -------- | ------------------- | ---------------- | ------------------------ | --------- |
| Командна гонка переслідування | 3:53.295 | 4 квітня 2012 року  | Чемпіонат світу  | Hisense Arena (Мельбурн) | [ 4 ]     |
| Командна гонка переслідування | 3:52.499 | 2 серпня 2012 року  | Олімпійські ігри | Лондонський велопарк     | [ 5 ]     |
| Командна гонка переслідування | 3:51.659 | 3 серпня 2012 року  | Олімпійські ігри | Лондонський велопарк     | [ 6 ]     |
| Командна гонка переслідування | 3:50.570 | 12 серпня 2016 року | Олімпійські ігри | Rio Olympic              | [ 7 ]     |
| Командна гонка переслідування | 3:50.265 | 12 серпня 2016 року | Олімпійські ігри | Rio Olympic              | [ 8 ]     |